# Iglesia de San Bernardo (Ciudad de México)
La iglesia de San Bernardo se sitúa en la esquina de las calles 20 de Noviembre y Venustiano Carranza, justo al sur del Zócalo de la Ciudad de México. Fue parte de un convento del mismo nombre fundado en 1636, que fue cerrado junto con todos los conventos y monasterios durante el período de la Reforma en 1861. En el 2019, de aquel complejo solo permanece la iglesia.

## Historia

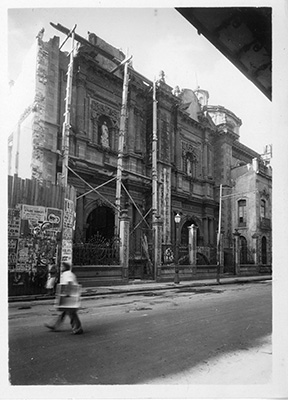
El templo durante las obras de apertura de la avenida 20 de Noviembre

La iglesia fue parte de un convento del mismo nombre que fue patrocinado por Juan Márquez de Orozco, un comerciante que dejó su fortuna a la Iglesia con la estipulación de que el dinero se utilizara para fundar un convento de la Orden Cisterciense. Después de la muerte de Márquez de Orozco, Juan Retes de Largache, marqués de San Jorge, se convirtió en benefactor del convento y adquirió el terreno para la iglesia y el convento. El convento fue fundado en 1636, por tres de las hermanas Orozco y dos monjas, todas del Convento de Regina Coeli, concepcionista. En el siglo XVIII, Miguel de Berrio y Saldívar, conde de San Mateo de Valparaíso, se hizo cargo de unos trabajos de reparación y utilizó piedra de tezontle cortada geométricamente. La iglesia fue rededicada en 1777. Sin embargo, el convento nunca albergó a la orden para la que fue construido. 
Durante el período de la Reforma bajo el gobierno de Benito Juárez, se cerraron todos los monasterios y conventos, y este convento en especial fue demolido, a excepción de la iglesia. Su demolición allanó el camino para la apertura de la calle que se convertiría en 20 de Noviembre.

## Características
Originalmente siendo convento de monjas, la fachada principal ostentaba dos portadas gemelas, pero al ser parte de la iglesia demolida para ampliar la Avenida 20 de Noviembre, la portada oriental fue pasada al nuevo frente de la iglesia, dando a la avenida. Está construida en su mayor parte de tezontle, una roca volcánica porosa. , mientras sus portadas son de chiluca, una ostentando en un nicho a San Bernardo y el otro a la Virgen de Guadalupe.  El principal arquitecto de la iglesia fue Juan Zepeda.
En el exterior hay una placa de bronce que dice: «Las Religiosas Concepcionistas del Convento del Dulcísimo Nombre de María del Glorioso San Bernardo. Fundado el 30 III 1636 en este lugar. Celebramos 350 Años de su fundación, 1986». El interior de la iglesia tiene un altar neoclásico.